# غلين ستيفنز
غلين ستيفنز (بالإنجليزية: Glenn Stevens)‏ هو اقتصادي أسترالي، ولد في 23 يناير 1958 في سيدني في أستراليا.